# Henri de Boulainvilliers
Anne Gabriel Henri Bernard, markis de Boulainvilliers, född 11 oktober 1658 i Saint-Saire, död 23 januari 1722 i Paris, var en fransk historiker.

## Tvåfolksteorin
Boulainvilliers hatade Ludvig XIV:s envälde och tillhörde den adelsgrupp som försökte återupprätta aristokratins makt. Han försökte bevisa kungamaktens orättmätighet och det historiskt givna i ett aristokratiskt styrelsesätt. Enväldet stöddes däremot av breda folkskikt som tröttnat på aristokratins godtycke och på den oreda som rådde före Ludvig.
Markisen de Boulainvilliers och hans skyddsling Nicolas Fréret gav i början på 1700-talet spridning åt "tvåfolksteorin" som kom att spela en stor roll i fransk politisk idéhistoria i sitt postumt utgivna verk Historie de l'ancien gouvernement de la France (1727). I Frankrike härstammade folket, bönderna och borgarna, enligt deras uppfattning från de underkuvade gallo-romanerna. Aristokraterna däremot var ättlingar till de segrande germanska frankerna. Här möter vi den aristokratiska rasismen som inte riktas enbart mot judar eller färgade utan mot en annan grupp inom det egna folket. Boulainvilliers idé togs upp av andra, bland dem Montesquieu och den är en av hörnpelarna i Gobineaus rasistiska historiefilosofi. Boulainvilliers, Montesquieu och Gobineau var alla aristokrater, och även om de besjälades av en önskan att utröna de historiska orsakerna till den rådande samhällsordningen blev tvåfolksteorin en välkommen förklaring till och bekräftelsen på att de existerande sociala orättvisorna var givna av naturen och ofrånkomliga. En nation består alltid av två folkslag, segrare-erövrare och de besegrade, åtskilda genom ras och blod. 
Boulainvilliers verk gav upphov till en betydande vetenskaplig fejd under 1700-talet, vilken behandlats av Adolphe Thiers i Considérations sur l'histoire de France (1840).

## Utmärkelser
Asteroiden 8521 Boulainvilliers är uppkallad efter honom.